# Куцевол Ольга Миколаївна
Куцевол Ольга Миколаївна (нар. 15 червня 1960 р. у м. Кривий Ріг, Дніпропетровської області) — доктор педагогічних наук (2007), відмінник освіти України (2008), професор (2010), завідувач кафедри методики філологічних дисциплін і стилістики української мови Вінницького державного педагогічного університету імені Михайла Коцюбинського.

## Життєпис
Ольга Миколаївна Куцевол народилася 15 червня 1960 р. у м. Кривий Ріг, Дніпропетровської області. Згодом переїхала на Вінниччину. У 1977 р. із золотою медаллю закінчила Чечельницьку середню школу, у 1981 р. з відзнакою закінчила філологічний факультет Вінницького державного педагогічного інституту ім. Миколи Островського (нині — ВДПУ ім. Михайла Коцюбинського). Упродовж 1981—1988 рр. учителювала в школах Вінниччини — Стратіївській та Чечельницькій.

## Професійна діяльність
- 1981 р. — закінчила з відзнакою Вінницький державний педагогічний інститут (ВДПУ);
- 1993 р. — аспірантура Київського державного педагогічного інституту імені Максима Горького;
- 1993 р. — захист кандидатської дисертації на тему «Особливості вивчення епіграфічних художніх творів у 8-9 класах шкіл гуманітарного профілю»[1];
- 1998 р. — надавано вчене звання доцента[1];
- 2003—2006 рр. — докторант Національного педагогічного університету імені Михайла Драгоманова;
- 2007 р. — захист докторської дисертації зі спеціальності 13.00.02 — теорія і методика навчання української літератури на тему «Теоретико-методичні основи формування креативності майбутніх учителів літератури»;
- 2007 — завідувач кафедри методики філологічних дисциплін і стилістики української мови ВДПУ ім. Михайла Коцюбинського;
- 2012 — професор кафедри української літератури Інституту філології й журналістики[2].

## Нагороди
- 2002 — Почесна грамота МОН України;
- 2008 — нагороджена нагрудним знаком МОН України «Відмінник освіти України»;
- 2011 — Подяка Міністерства освіти і науки, молоді та спорту України, Інституту інноваційних технологій і змісту освіти;
- 2011 — Грамота Національної академії педагогічних наук України (2011);
- 2013 — Почесна грамота Департаменту освіти Вінницької обласної державної адміністрації;
- 2016 — медаль Інституту педагогіки НАПН України «Академік М. Д. Ярмаченко»;
- 2017 — відзнака МОН України "Нагрудний знак "Василь Сухомлинський";
- 2016 — Всеукраїнська літературна премія імені Михайла Коцюбинського за книгу «Вивчення життя і творчості Михайла Коцюбинського через рецепцію літературних і літературно-документальних джерел»[3];
- 2017 — Дипломант конкурсу «Жінка Вінниччини» у квітні 2017 року[4].

## Наукова, педагогічна та навчально-методична робота
- Член спеціалізованої вченої ради Д 26.053.07 у Національному педагогічному університеті ім. М. П. Драгоманова (2010—2014, 2016).
- Член спеціалізованої вченої ради Д 05.053.01 у Вінницькому державному педагогічному університеті ім. М. Коцюбинського (2010—2015, 2016).
- Член спеціалізованої вченої ради К 26.452.02 в Інституті педагогіки НАПН України (2014—2015).

Професор Куцевол О. М. активно співпрацює з МОН України та Інститутом модернізації змісту освіти. Виконувала обов'язки заступника голови комісії з української літератури Науково-методичної ради з питань освіти МОН України (2012 — до травня 2016).
Ольга Миколаївна виявила рівень володіння освітнім менеджментом, організувала: Всеукраїнську конференцію «Літературне краєзнавство Поділля в системі сучасної освіти: стан, проблеми, перспективи» (22 березня 2011), регіональну конференцію «Формування толерантності школярів у процесі їхнього культурологічного розвитку» (12-14 травня 2010), була співголовою організаційного комітету Всеукраїнського фестивалю педагогічних ідей «Мій особистісно зорієнтований урок», що проводився Інститутом педагогіки НАПН України (м. Звягель Житомирської області (2010-2012, 2014), м. Рівне (2015), м. Вінниця (2016)), взяла участь у проведенні шести форумів.
Підготувала 2 кандидатів педагогічних наук (Ю. А. Рибінську й О. Б. Петрович), 3 переможців Всеукраїнського конкурсу наукових студентських робіт: А. О. Жарик (III місце, 2012), А. І. Яковлєву (І місце, 2016), М. І. Кравчук (III місце, 2017).
Постійно виступає офіційним опонентом докторських і кандидатських дисертацій. Здійснила опонування 2 докторських та 10 кандидатських дисертацій.
Неодноразово була членом журі різноманітних конкурсів, організованих МОН України, а саме Всеукраїнського конкурсу «Вчитель року-2015» в номінації «Українська мова і література» (Миколаїв, вересень-жовтень 2015), Всеукраїнського конкурсу студентських наукових робіт (Житомир, березень 2016; Житомир, березень 2017), членом експертної предметної комісії з української літератури МОН України, здійснювала експертизу рукописів підручників для 11 кл. (2010) та 7 кл. (2015).
Була членом редколегії Всеукраїнського часопису «Зарубіжна література в навчальних закладах» (1995—2000) та 4 фахових видань:
- «Наукові записки Вінницького державного педагогічного університету імені Михайла Коцюбинського. Серія: Філологія» (з 2007),
- «Султанівські читання. Актуальні проблеми літературознавства в компаративних вимірах» Прикарпатського національного університету ім. Василя Стефаника (з 2012),
- «Переяславські Сковородинівські студії. Серія: Філологія. філософія, педагогіка» ДВНЗ «Переяслав-Хмельницький педагогічний університет ім. Григорія Сковороди» (з 2015),
- «Вісник Вінницького політехнічного інституту. Серія: Педагогічні науки» (з 2015). З 2009 р. — незмінний редактор збірника студентських наукових статей «Методичний пошук учителя-словесника». Вийшло 5 збірників (2009—2016).

Працює з обдарованою шкільною молоддю в Малій академії наук (секція «Українська та зарубіжна літератури»), у 2016 р. підготувала дипломанта III ступеня Д. Луняку гуманітарна гімназія № 1 ім. М. І. Пирогова Вінницької міської ради), у 2017 році підготувала дипломанта 1 ступеня Д. Луняку (гуманітарна гімназія № 1 ім. М. І. Пирогова Вінницької міської ради).

## Життєве кредо
«Semper tiro! — Вічний учень!»

## Сфера наукових інтересів
Проблеми методики навчання української та зарубіжної літератури в середній та вищій школі.

## Публікації
Автор понад 220 публікацій, серед яких монографії, посібники з Грифом МОН України, хрестоматії, статті у фахових журналах і наукових збірниках.

### Основні публікації
- Куцевол О. М. Теоретико-методичні основи розвитку креативності майбутніх учителів літератури: монографія / О. М. Куцевол. — Вінниця: Глобус-Прес, 2006. — 348 с.
- Куцевол О. М. Методична творчість учителя літератури та його професійно-креативні якості // Особистісно-професійний розвиток майбутнього вчителя: монографія / О. В. Акімова, В. М. Галузяк [та ін.]. — Вінниця: ТОВ «Нілан-ЛТЛ», 2014. — С. 197—223.
- Куцевол О. М. Методика викладання української літератури (креативно-інноваційна стратегія) / О. М. Куцевол. — Київ: Освіта України, 2009. — 457 с.
- Куцевол О. Вивчення життя і творчості Михайла Коцюбинського через рецепцію літературних та літературно-документальних джерел: посібник / О. Куцевол. — 2-ге вид., виправ. і доп. — Вінниця: ТОВ «Нілан-ЛТД», 2016. — 402 с.
- Михайло Коцюбинський: образ Сонцепоклонника в художніх і художньо-документальних джерелах: бібліографічний покажчик 1913—2015 рр. / уклад. і вступ. ст. О. М. Куцевол ; відп. за вип. Н. І. Морозова; Вінниц. ОУНБ ім. К. А. Тімірязєва. — Вінниця: ПП Балюк І. Б., 2016. — 250 с. — (Серія «Scripta manent = Написане залишається»).
- Куцевол О. М. Вивчення життя і творчості Великого Кобзаря через художню рецепцію літературної шевченкіани: навчальний посібник / О. М. Куцевол. — Вінниця: ТОВ «Консоль», 2013. — 256 с.
- Куцевол О. Шевченко на всі віки: образ Великого Кобзаря в худож. і худож.-докум. тв. : бібліогрічний покажчик 1861—2013 рр. / упоряд. і вступ. ст. О. М. Куцевол ; відп. за вип. Н. І. Морозова ; Вінниц. ОУНБ ім. К. А. Тімірязєва. — Вінниця: ПП Балюк І. Б., 2014. — 348 с.
- Куцевол О. М. Будівничі перекладацьких мостів. Кн. 1 : навч. посіб. / О. М. Куцевол. — Вінниця: ТОВ «Меркьюрі-Поділля», 2012. — 460 с.
- Куцевол О. М. «Народився він для бою…»: (Вивчення творчості Івана Багряного в середній школі): навч. посіб. / О. М. Куцевол. — Вінниця: Ландо, 2011. — 290 с.
- Куцевол О. М. Життя і творчість письменника в дзеркалі поетичної критики: метод. посіб. / О. М. Куцевол. — Вінниця: Консоль, 2010. — 280 с.
- Куцевол О. М. Українська література: хрестоматія-посібник для позаклас. читання. 5 клас / О. М. Куцевол. — Київ: Генеза, 2007. — 360 с.
- Куцевол О. М. Сучасний урок зарубіжної літератури: посіб. для вчителя / О. М. Ніколенко, О. М. Куцевол. — Київ: Академія, 2003. — 288 с.
- Куцевол О. М. Світ Шекспіра: посібник для вчителя / О. М. Куцевол. — Харків: Веста; Вид-во «Ранок», 2003. — 288 с.
- Куцевол О. М. Зарубіжна література: розгорнуте планування уроків за програмою 2001 р. : посіб. для вчителя / О. М. Куцевол. — Харків: Веста ; Вид-во «Ранок», 2003. — 144 с.
- Зарубіжна література: посіб.-хрестом. 11 кл. / Ісаєва О. О., Куцевол О. М. — Донецьк: БАО, 2001. — 832 с.